# نویلر-پره-لتربورگ
نویلر-پره-لتربورگ (به فرانسوی: Neewiller-près-Lauterbourg) یک کمون در فرانسه با جمعیت ۶۸۱ نفر است که در Canton of Lauterbourg واقع شده‌است.